# Дмитрий Донски (броненосен крайцер)
Дмитрий Донски (на руски: Дмитрий Донской) e океански броненосен крайцер на руския императорски флот, главен кораб в едноименния проект от два кораба (вторият е „Владимир Мономах“).

## Идея и проект
Родоначалникът на идеята за руски океански крайцер е вицеадмирал Андрей Александрович Попов, който командвал отряд от витлови корвети и клипери. Опитът, натрупан при построяването на първите в света броненосни крайцери с метален корпус „Генерал-адмирал“ и преработването в крайцер на несъстоялия се броненосец „Минин“, той въплащава в два проекта за нов образец крайцери, като търси обратна връзка и едновременно с това оценка на качествата на „Минин“ от адмирал Аврамий Богданович Асланбегов, командващ отряд крайцери. В отговор Асланбегов събира предложенията и бележките на девет от главните специалисти на крайцера: от командира – капитана 1-ви ранг Назимов; старшия офицер капитан-лейтенант Юриев; старшия инженер-механик; капитан Пестински; старшия артилерийски офицер поручик Павловск; старшия щурман поручик Кошелев; трюмния механик подпоручик Якобсон; минния прапорщик Черепанов; корабния инженер прапорщик Александров, старшия корабен лекар – колежки ацесор Држиевич. Обобщени, техните предложения са следните:
- крайцерът следва да е с конструкция на фрегата, а не на корвета, т.е. да има покрита батарея;
- артилерия следва да е с голям калибър и по-малко на брой;
- размерите на кораба следва да се увеличат:
  - по дължина от 87,8 до 91,5 м;
  - по ширина от 14,9 до 17,1 м.
- скоростта следва да е поне 16 – 17 възела;
- мощността на парната машина да е поне 1000 номинални к.с.;
- запасът гориво – поне 1200 т;
- няма нужда от двойни марс реи;
- торпедните апарати да са не повече от четири.

Препоръките на Асланбегов, всъщност, остават без полза. Използвйки своето високо положение, адмирал Попов, заобикаляйки председателя на Морския технически комитет, издейства одобрение на своите проекти от генерал-адмирала и на 30 януари 1880 г. ги представя за разглеждане в МТК.
Проектите предвиждат поставянето на вертикални парни машини с двойно разширение и мощност до 3500 к.с., работещи на един вал, което позволява при движение на икономична скорост да се изключва едната и съществено да се пести гориво. Разчетната мощност стига за достигане на скорост от 15 – 16 възела. По отношение на запасите от гориво това означава, че при запас от 1050 t крайцерът може да плава 7 – 8 денонощия при пълна скорост или до 30 при икономичен ход (9 възела). За да се увеличи автономността на крайцера той следва да запази ветрилното въоръжение на фрегата и да има повдигащ се гребен винт.
Попов смята, че следва да се ограничи бронирането до непълен (без да обхваща носа и кърмата) брониран пояс, който да е затворен към тях с бронирани траверси. По отношение на въоръжението Попов предлага да се върви срещу принципа от дописката му „по-малко, но по-тежки оръдия“.
Като избират по-лекия проект, по образец на „Минин“, МТК (с брой №22 от 15 февруари 1880 г.), а след тях и управлението на Морското министерство го одобряват за строеж.

## Строеж и изменения в проекта
На 10 март 1880 г. за строител на кораба при Адмиралтейството е назначен подполковник Н. Л. Самойлов, за негов заместник е назначен щабс-капитан Потапов. На 31 май започват подготвителните работи и поръчките на материали за строежа.
На 6 март МТК уточнява, че подводната част на бронята, обшивката под бронята, фундаментите на машинното и котелното отделения следва да са от стомана, а не от желязо. На 10 септември, при получаването на първите партиди стомана от Хевския завод, започва сглобяването на корпуса.
След това работата спира, заради несправяне с графика на доставка на стомана и желязо. Стоманените профили са поръчани от Англия.
През ноември МТК предлага, по примера на английските крацери Phaeton, Leander и Arethusa да се въоръжи кораба с парен фрегат, който да има минен апарат за стрелба със самодвижещите се мини на Уайтхед.
Декември завеждащия „по минната част“ на флота контраадмирал Константин Павлович Пилкин предава указанието на генерал-адмирала да се поставят на жилищната палуба на фрегатата 3 – 4 неподвижни минни апарата (за първи път в руския флот), като преработва проекта с минни специалисти от Кронщат.
От 18 декември 1880 г. ръководител на строежа става щабс-капитана от корпуса на корабните инженери Николай Евлампиевич Кутейников.
В януари 1881 г. новият морски министър Алексей Алексеевич Пещуров предлага да се поставят на кораба по-леките 229 mm оръдия. Това ще доведе до претоварване на кораба, намаляването на запаса от гориво или намаляването на броя 152 mm оръдия до осем. Но новото 203 mm оръдие, което минава проби на Обуховския завод, има същата пробивна сила и предложението на Пещуров е отхвърлено.
На 28 март корабът е кръстен „Дмитрий Донски“.
В края на същия месец по инициатива на главния инженер-механик на флота генерал-лейтенант Соколов е премахната подвижната конструкция на винта и той е направен стационарен, четирилопастен. Впоследствие това прави ветрилното въоръжение на кораба неефективно. На 7 април решават да се промени състава на артилерията – две 203/30 mm оръдия и четиринайсет 152/28 mm.
На 9 май е церемонията по официалното залагане на „Дмитрий Донски“ – в присъствието на генерал-адмирала Константин Николаевич на 43-тия шпангоут до кила е поставена сребърната паметна плоча.
През август решават цялата желязна броня да се смени с тип „Компаунд“, което променя кострукцията на кораба – отменено е обшиването на стария тип броня с дърво и мед. За защита от корозия сега се планира между плочите на бронята и медната обшивка на корпуса да се направи пояс от цинк. За закрепване на вантите по новия проект добавят допълнителни пречки зад бронирания борд. Бронеплочите са дълги 4,6 m и високи 2,2 m с трапецовидна дебелина (127 mm отдолу и 152 mm отгоре) и са поръчани на английската фирма „Каммел“.
Поредният нов морски министър – вицеадмирал Иван Алексеевич Шестаков, наблюдавайки работата над „Донски“, предлага 4 дюймовата батарея да е изцяло покрита, а двете 8 дюймови оръдия да се поставят на новообразувалата се горна палуба. През март 1882 г. това изменение в проекта е одобрено за строеж.
За „Донски“ неочаквано става подходящ поръчаното за „Генерал-адмирал“ парнорулево задвижване по система Фарко, което просто не се събирало в корпуса на титуляра. Въпреки това щурвалът, според традициите на платноходите, е поставен на кърмата, а в същото време машинния телеграф се намира на предния мостик. Никакви доводи за поставяне на втори щурвал на предния мостик не са приети, а само поставят втори телеграф на полуюта.
За да се създаде на гребния винт условия за работа в свободна вода се налага да изобретяват специален румпел с „паралелограмно движение“. Също успешно решават сложната технологична задача по съединяването на медния форщевен с последния лист на квадратния по профил хоризонтален кил.
На 18 август 1883 г. крайцерът „Дмитрий Донски“ е спуснат на вода. Довършителните работи в Кронщат са усложнени от бюрократични пререкания между двате държавни корабостроителници и продължават две години.
През май 1885 г. на кораба започват изпитанията по приемането на техническите средства, артилерията и минното оръжие. Също се подготвят за посещението на императора и за далечно плаване. Като резултат до август „Донски“ излиза в морето само три пъти. Крайцерът показва средна мощност на машините 5972 к.с. и средна скорост 16,16 възела.

## История на службата
Есента на 1885 г. корабът е изпратен в Средиземно море, където две години е флагман на специалния отряд в Средиземно море.
През 1887 г. е зачислен в състава на Тихоокеанската ескадра под командването на контраадмирал А. А. Корнилов.
През май 1889 г. се връща в Кронщат. Тогава тежкия дървен рангоут се сменя с леки стоманени мачти. Главният проблем, довел до ремонта, е силното облепване на корпуса – не само по стоманените части, а и по медната обшивка. Като временна мярка в японски док повърхността на бронята е обработена с лак, а след връщането му в Кронщад е решено защитата на подводната част на корпуса да обхване и броневия пояс.
На 21 септември 1891 г. ремонтираният крайцер отплава към Средиземно море, където оглавява отряд от „Минин“, клипера „Забияка“ и черноморската канонерска лодка „Уралец“. През март 1892 г. отрядът е разформиран, а „Донски“ пристига през Мраморно море в Константинопол и нататък в Черно море. Постъпва в услуга на великия княз Георгий Александрович, „Донски“ го превозва до Пирея и продължава плаването си към Далечния изток.
От юли 1892 г. крайцерът се базира във Владивосток, както и главната ударна сила на ескадрата. През август, под флага на младшия флагман, „Донски“ приема посещенията на чуждестранни кораби.
Във февруари 1893 г. крайцерът плава до Порт Саид, където командирът му – капитан 1-ви ранг Гесен трябва да предаде поста си на капитан 1-ви ранг Николай Александрович Зеленой. Крайцерът трябва да оглави руски отряд (под флага на старшия флагман на 1-ва флотска дивизия вицеадмирал Николай Иванович Казнаков), пътуващ по покана на правителството на САЩ за тържествата по случай честването на 400 години от откриването на Америка. В това плаване, като част от екипажа на крайцера, е великия княз Александр Михайлович (внук на Николай I) (вахтен началник) и великия херцог Мекленбург-Шверинский.
На 16 март „Донски“ започва своето плаване. Заради лошия вятър и напразните опити на крайцера да се движи под ветрила той закъснява за срещата на международната ескадра и пристига направо в Ню Йорк, където е поздравен със салюти от останалите 34 кораба, пристигнали навреме. „Донски“ приема флагманското място в отряда от крайцери „Генерал-адмирал“ и „Ринда“, където става обект за посещение на американците.
Септември крайцерът се връща в Русия. Амортизираните машини и котли се нуждаят от основен ремонт. През 1894 г. ремонтът е завършен. През 1895 г. на крайцера е смененена артилерията на главния калибър, която е сменена с оръдия система „Кане“ (шест 152 mm и десет 120 mm оръдия).
На 29 октомври 1895 г., след преминаване на приемните изпитания, „Дмитрий Донски“ и новият крайцер „Рюрик“ потеглят към Средиземно море, където се очертава конфликт заради черноморските проливи.
На 14 февруари 1896 г. крайцерите са изпратени в Далечния изток и на 9 април пристигат в Нагасаки. Този етап на тихоокеанска служба продължава за „Донски“ шест години. На 7 октомври 1897 г. той първи влиза във владивостокския сух док, а през март 1898 г. посещава току-що „взетия под наем“ от Китай Порт Артур. През 1900 г. крайцерът участва в големи маневри на флота и армията под Порт Артур, които преминават в реални бойни действия, свързани с „Ихетуа́нско въста́ние“.
На 12 декември 1901 г. „Донски“ (под командването на капитан 1-ви ранг Михаил Иполитович Ван дер Шкруф) в състава на броненосен отряд под флага на контраадмирал Григорий Павлович Чухнин се връща от Порт Артур в Кронщат, където е преоборудван на учебно-артилерийски кораб за Тихоокеанската ескадра: шест от десетте му 120 mm оръдия са сменени със 75 mm оръдия. През 1903 г. крайцерите „Донски“ и „Алмаз“ са определени за конвоиращи към Далечния изток на отряд миноносци, но поради забавяне крайцера влиза в състава на отделен отряд под командването на контраадмирал Андрей Андреевич Вирениуса. Към началото на войната отрядът успява да стигне едва до Червено море, където приема заповед да се върне обратно. Командирът на „Донски“, капитан 1-ви ранг Леонид Федорович Добротворски, без заповед започва да задържа кораби с военни товари, пътуващи за Япония, но получава от Главния морски щаб категорическо предписание да освободи задържаните плавателни съдове.

## Цушимското сражение
През 1904 г. „Дмитрий Донски“ (под командването на капитан 1-ви ранг Иван Николаевич Лебедев) влиза в състава на 2-ра Тихоокеанска ескадра под флага на вицеадмирал Зиновий Петрович Рожественски и преодолявайки целият път около нос Добра Надежда, на 14 май 1905 г. влиза в Цушимското сражение в Корейския пролив като част от колоната крайцери под флага на контраадмирал Оскар Адолфович Енквист.
В един момент „Донски“ и „Мономах“ прикриват с корпусите си лишената от управление „Аврора“, попадайки под обстрела на японските крайцери. Отговаряйки на огъня, те успяват да нанесат повреди на няколко от японските кораби. Междувременно бързоходните „Олег“, „Жемчуг“ и поправената „Аврора“, на пълна пара излизат от боя. Бавния „Донски“ остава сам, отклонява атаките на миноносците, дочаква нощта и на 9 възела ход, с изгасени светлини, поема към Владивосток.
От всички кораби 1-ви ранг, в ескадрата, „Донски“ достига най-близо до крайната цел на плаването – Владивосток. Близо до остров Дажелет в Японско море той спира, за да спаси екипажа на потъващия миноносец „Буйни“. В това време на хоризонта се показва ескадра от 6 японски бързоходни крайцери („Нанива“, „Такачихо“, „Акаши“, „Цушима“, „Отова“ и „Ниитака“) и 4 миноносеца, които обкръжават самотния кораб. Отказвайки да се предаде и отговаряйки на стрелбата от двата си борда, „Донски“ поврежда два от вражеските крайцери („Нанива“ и „Отова“), но и сам получава такива повреди, че не може да продължи – помпите не се справят с нахлуващата през пробойните вода. През нощта на острова пренасят екипажа и смъртоносно ранения капитан на кораба (той умира в плен след няколко дни) и към сутринта крайцера потъва, така и не спускайки флага си.

## Откриване на останките
На 15 юли 2018 г., в 9:50 по местно време, южнокорейските търсачи на компанията Shinil Group намират „Донски“ в Японско море на 1,3 километра от остров Улиндо на дълбочина 434 метра. Корпусът му е силно пострадал от снаряди, кърмата е почти разрушена, но бордовете и палубата са запазени добре. Заявено е за намеренията им да се извади крайцера. И по-рано компанията Don-A Construction е заявява за откриването на потъналия крайцер, обаче без да успее да го извади и през 2001 г. тя объявява банкрут. Освен това, според исторически слухове крайцерът превозва злато за Руския тихоокеански флот, което може значително да увеличи неговата ценност, макар и много изследователи да се съмняват за наличието на златото на борда му. Shinil Group коментира тегло на златния товар от около 200 тона

## Списък на офицерите на крайцера по време на Цушимското сражение
1. П. Н. Добровольский, йеромонах, корабен свещеник
2. [И. И. Тржемеский, лекар, младши корабен лекар
3. К. П. Герцог, надворен съветник, старши корабен лекар
4. А. И. Михалевский, поручик КИМФ, трюмен механик
5. Н. П. Разумовский, прапорщик по механическата част, младши корабен механик
6. Н. В. Скворцов, поручик КИМФ, младши корабен механик
7. В. Н. Кольцов, поручик КИМФ, младши корабен механик
8. П. А. Мордовин, подполковник КИМФ, старши корабен механик
9. И. П. Мамонтов, прапорщик по морската част, вахтен офицер
10. А. И. Августовский, прапорщик по морската част, вахтен офицер
11. В. В. Вилькен, мичман, вахтен офицер
12. М. Г. Кнюпфер, мичман, вахтен офицер
13. М. Ф. Синявский, мичман, вахтен началник
14. В. Е. Затурский, мичман, вахтен началник
15. А. Ф. фон Гернет, мичман, вахтен началник
16. Д. Д. Добрев, лейтенант от българския флот, вахтен началник
17. Б. К. Шутов, лейтенант, младши минен офицер
18. А. О. Старк, лейтенант, старши минен офицер
19. П. Н. Дурново, лейтенант, старши артилерийски офицер (убит)
20. Н. М. Гирс, лейтенант, младши щурмански офицер (убит)
21. Г. С. Шольц, полковник КФШ, старши щурмански офицер (убит)
22. К. П. Блохин, капитан 2-ри ранг, старши офицер
23. И. Н. Лебедев, капитан 1-ви ранг, командир (умира от раните си)

## Командири на кораба
- 25.04.1883 – 15.03.1885 – капитан 1-ви ранг Владимир Григориевич Басаргин, впоследствие вицеадмирал, генерал-адютант и географ, изследовател на залива на Петър Велики и Руска Америка. Преподавател на бъдещия император Николай II по военноморско дело.
- xx.xx.1885-xx.xx.1887 – капитан 1-ви ранг Иван Михайлович Диков, впоследствие адмирал, генерал-адютант, морски министър.
- хх.хх.1891-хх.хх.1893 – капитан 1-ви ранг Гессен Ф. Е.
- хх.хх.1893-хх.хх.1895 – капитан 1-ви ранг Николай Александрович Зеленой.
- хх.хх.1895-хх.хх.1898 – капитан 1-ви ранг Вильгелм Карлович Витгефт, впоследствие контраадмирал, старши флагман и командващ 1-ва Тихоокеанска ескадра.
- хх.хх.1898-хх.хх.1902 – капитан 1-ви ранг Михаил Ипполитович Ван дер Шкруф.
- хх.хх.1902-хх.хх.1904 – капитан 1-ви ранг Леонид Фёдорович Добротворски, впоследствие контраадмирал.
- хх.хх.1904-хх.хх.1905 – капитан 1-ви ранг Иван Николаевич Лебедев. Последният капитан на кораба.